# هايترسهايم
هايترزهايم (بالألمانية: Heitersheim) هي مدينة وبلدة ألمانية تقع في ألمانيا في Breisgau-Hochschwarzwald. يقدر عدد سكانها بـ 5,912 نسمة .

## توأمة
لهايترسهايم اتفاقيات توأمة مع:
- فاندنس